# Contribution britannique au projet Manhattan

James Chadwick (à gauche), le représentant de la Mission britannique, discutant avec le major général Leslie R. Groves, Jr. (à droite), directeur du projet Manhattan

La Grande-Bretagne a contribué au projet Manhattan en aidant à amorcer les efforts pour construire les premières bombes atomiques aux États-Unis durant la Seconde Guerre mondiale et contribua à porter le projet jusqu'à son achèvement en août 1945 en fournissant une expertise cruciale. Faisant suite à la découverte de la fission nucléaire de l'uranium, les scientifiques Rudolf Peierls et Otto Frisch de l'université de Birmingham, calculèrent que la masse critique d'une sphère métallique pure d'uranium 235 ne dépassait pas 1 à 10 kilogrammes (2,2 à 22 livres) et produirait une explosion aussi puissante que plusieurs milliers de tonnes de dynamite. Le mémorandum de Frisch et Peierls incita la Grande-Bretagne à créer son propre projet de bombe atomique connu sous le nom de Tube Alloys. Mark Oliphant, un physicien australien travaillant en Grande-Bretagne a largement contribué à faire connaître les résultats britanniques aux États-Unis, ce qui encouragea le développement du projet américain "Manhattan". À l'origine, le projet britannique était plus étendu et avancé, mais après l'entrée en guerre des États-Unis, il fut rapidement surpassé et éclipsé par son homologue américain. Le gouvernement britannique décida de laisser en suspens ses propres ambitions nucléaires et de participer au projet américain.
En août 1943, le Premier ministre Winston Churchill et le président Franklin Roosevelt signèrent l'accord de Québec, qui prévoyait la coopération entre les deux pays. Cet accord mettait sur pied le Comité d'orientation combiné (Combined Policy Committee) et l'Organisation combinée de développement (Combined Development Committee) afin de coordonner les efforts des États-Unis, du Royaume-Uni et du Canada. Une mission britannique dirigée par Wallace Akers, aida au développement de la technologie de la diffusion gazeuse à New York. La Grande-Bretagne produisit également le nickel en poudre nécessaires pour le processus de diffusion gazeuse. Une autre mission, dirigée par Mark Oliphant agissant en tant que directeur adjoint au Laboratoire de radiations de Berkeley, apporta son aide avec le processus de séparation électromagnétique. James Chadwick était le chef d'une équipe renommée de scientifiques britanniques au Laboratoire de Los Alamos incluant Niels Bohr, Peierls, Frisch, Sir Geoffrey Taylor et Klaus Fuchs, qui se révéla par la suite être un espion soviétique dans le domaine nucléaire. Quatre membres de la mission britannique devinrent des chefs de groupe à Los Alamos. William Penney observa le bombardement de Nagasaki et participa à l'opération Crossroads de tests nucléaires en 1946.
La coopération s'acheva avec la Loi sur l'énergie atomique (Atomic Energy Act) de 1946 plus connu sous le nom de Loi McMahon (McMahon Act), et Ernest Titterton, le dernier employé du gouvernement britannique, quitta Los Alamos le 12 avril 1947. La Grande-Bretagne poursuivit ensuite avec son propre programme d'armement nucléaire pour devenir le troisième pays à tester une arme nucléaire développée de manière indépendante en octobre 1952.

## Les origines

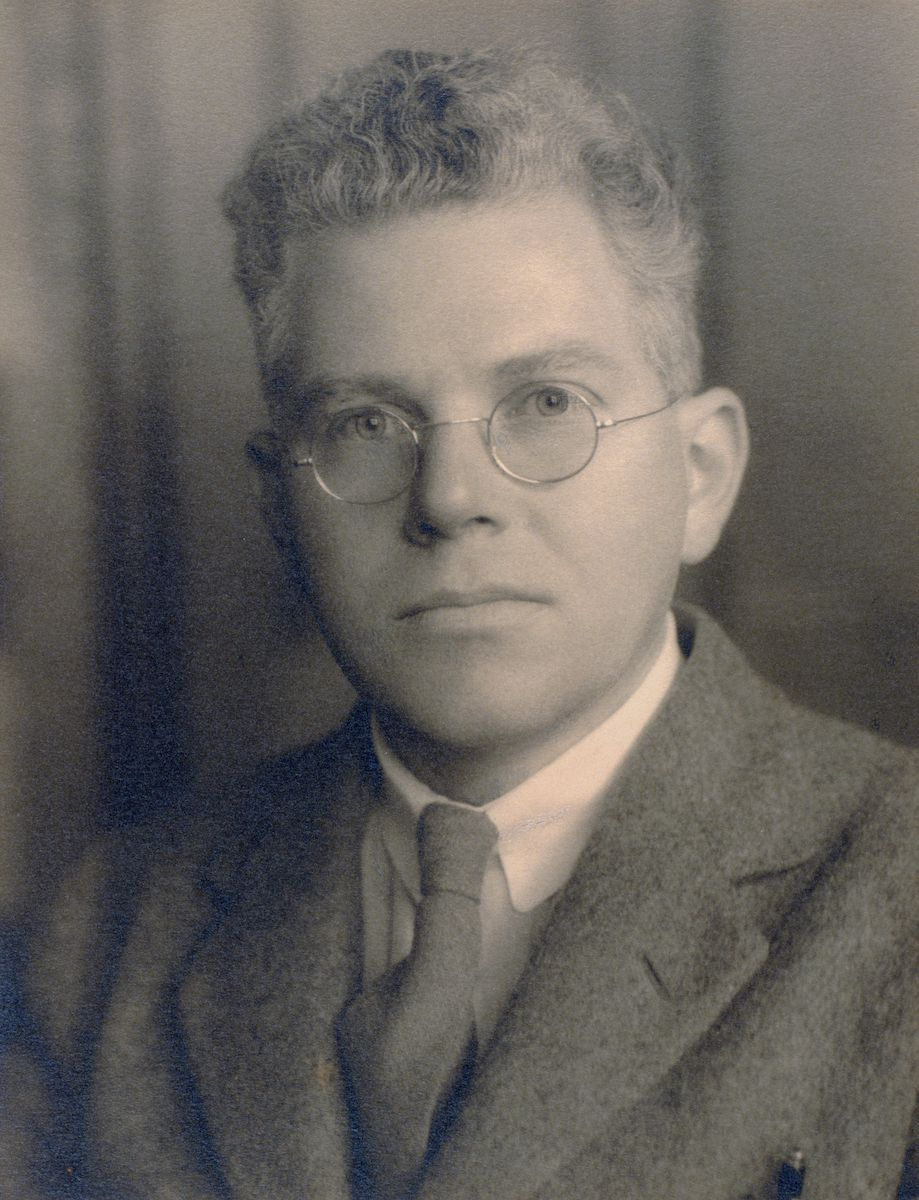
Mark Oliphant fut une figure clé du lancement des deux programmes d'armement nucléaire britannique et américain

La découverte en 1938 de la fission nucléaire de l'uranium par Lise Meitner et Otto Hahn, souleva la possibilité qu'une bombe atomique extrêmement puissante puisse être créée. Des réfugiés ayant fui l'Allemagne nazie et d'autres pays fascistes étaient particulièrement alarmés par la notion d'un projet d'énergie nucléaire allemand. Aux États-Unis, trois d'entre eux, Leo Szilard, Eugene Wigner et Albert Einstein furent poussés à écrire la Lettre Einstein-Szilárd adressée au président Roosevelt pour le prévenir du danger. Celle-ci amena le président à créer Comité consultatif pour l'uranium. En Grande-Bretagne, les lauréats du prix Nobel de physique, George Paget Thomson et William Lawrence Bragg furent suffisamment inquiets pour prendre l'affaire en main. Leurs préoccupations parvinrent au secrétaire de le Comité de Défense impériale, le major-général Hastings Ismay, qui consulta Sir Henry Tizard. Comme beaucoup de scientifiques, Tizard était sceptique sur la probabilité qu'une bombe atomique puisse être développée, estimant les chances de réussite à 1 contre 100 000.
Même avec une telle cote, le danger fut considéré comme suffisamment grand pour être pris au sérieux. Thomson au l'Imperial College London, et Mark Oliphant, un physicien australien de l'université de Birmingham furent chargés d'effectuer une série de d'expériences sur de l'uranium. Vers le mois de février 1940, l'équipe de Thomson échoua à provoquer une réaction en chaîne avec de l'uranium naturel et il décida donc que cela ne présentait aucun intérêt de poursuivre. Cependant, à Birmingham, l'équipe d'Oliphant parvint à des conclusions radicalement différentes. Oliphant avait délégué la tâche à deux scientifiques allemands réfugiés, Rudolf Peierls et Otto Frisch qui ne pouvaient pas travailler sur le projet de radar de l'université car ils avaient le statut d'« étranger ennemi » et ne bénéficiaient pas de ce fait des habilitations sécuritaires nécessaires. Ils calculèrent la masse critique d'une sphère métallique pure d'uranium-235, le seul isotope que l'on puisse trouver en quantité suffisante à l'état naturel, et trouvèrent qu'au lieu de plusieurs tonnes, comme tout le monde l'estimait, seule 1 à 10 kilogrammes (2,2 à 22.0 lb) suffiraient et pourrait exploser avec la puissance de milliers de tonnes de dynamite,,.
Oliphant amena le Mémorandum de Frisch et Peierls à Tizard et la commission MAUD fut mise sur pied afin de poursuivre les recherches. Elle mena un effort intense de recherche et, en juillet 1941, produisit deux rapports complets qui arrivaient à la conclusion que non seulement la fabrication d'une bombe atomique était techniquement faisable, mais également qu'elle pouvait être produite avant la fin de la guerre, peut-être même en l'espace de deux ans.
Le Comité recommanda à l'unanimité la poursuite du développement d'une bombe atomique comme une question d'urgence, bien qu'il reconnût que les ressources nécessaires pourraient être au-delà celles disponibles en Grande-Bretagne,. Une nouvelle direction, dénommée Tube Alloys, fut créé pour coordonner cet effort. Sir John Anderson, le Lord président du Conseil, devint le ministre responsable, et Wallace Akers de Imperial Chemical Industries (ICI) fut nommé directeur de Tube Alloys.

## La coopération anglo-américaine initiale
Au mois de juillet 1940, la Grande-Bretagne avait offert aux États-Unis l'accès à ses recherches scientifiques et John Cockcroft de la Mission Tizard briefa les scientifiques américains au sujet des développements britanniques. Il découvrit à cette occasion que le projet américain était plus petit et loin d'être aussi avancé que le projet britannique. Parmi les échanges scientifiques, les découvertes de la Commission MAUD furent transmis aux États-Unis. Oliphant, l'un des membres de la Commission Maud, s'envola pour les États-Unis à la fin août 1941, et découvrit que certaines informations vitales n'avaient pas atteint les physiciens américains clés. Il rencontra le Comité de l'uranium, et visita Berkeley, en Californie, où il eut une discussion persuasive avec Ernest O. Lawrence, qui fut suffisamment impressionné pour commencer ses propres recherches sur l'uranium au Laboratoire de radiations de Berkeley. Lawrence discuta à son tour avec James B. Conant, Arthur H. Compton et George B. Pegram (en). La mission d'Oliphant fut un succès; les physiciens américains clés avaient pris conscience de la puissance potentielle d'une bombe atomique,. Armé des données britanniques, Vannevar Bush, le directeur du Bureau de recherches scientifiques et de développement (OSRD), briefa Roosevelt et le vice-président Henry A. Wallace au cours d'une rencontre à la Maison-Blanche le 9 octobre 1941.

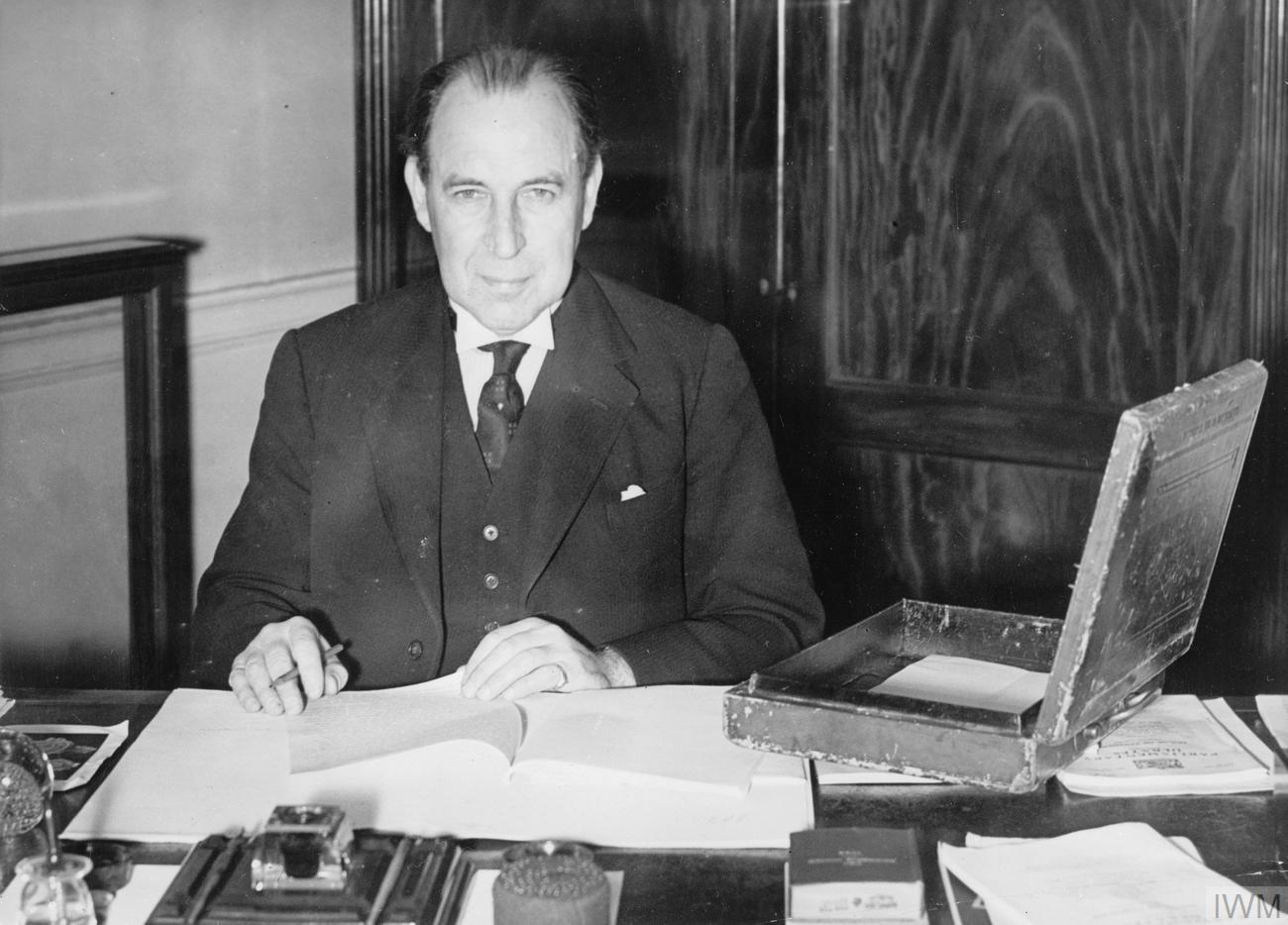
Sir John Anderson, ministre responsable de Tube Alloys

Les Britanniques et les Américains échangèrent des informations nucléaires mais ne combinèrent pas initialement leurs efforts. Les responsables britanniques ne répondirent pas à une offre datée du mois d'août 1941 de Bush et de Conant de créer un projet combiné américano-britannique. Au mois de novembre 1941, Frederick L. Hovde (en), chef du bureau des liaisons londonien de l'OSRD, souleva la question de la coopération et de l'échange d'informations avec Anderson et Lord Cherwell qui soulevèrent ostensiblement des objections concernant leurs inquiétudes au sujet de la sécurité américaine. L'ironie voudra qu'après la guerre, il sera révélé que le projet britannique avait déjà été infiltré par des espions atomiques (en) de l'Union soviétique.
Néanmoins, le Royaume-Uni ne disposait pas des ressources humaines et matérielles dont les États-Unis pouvaient disposer et en dépit d'un démarrage prometteur, Tube Alloys se trouva rapidement dépassé et surclassé par son pendant américain. La Grande-Bretagne dépensait environ 430 000 £ par an dans le domaine de la recherche et du développement et Metropolitan-Vickers construisait des unités de diffusion gazeuse pour l'enrichissement de l'uranium d'une valeur de 150 000 £; mais le projet Manhattan coûtait 8 750 000 £ dans le domaine de la recherche et du développement et avait engagé des contrats de construction d'une valeur de 100 000 000 £ au taux de guerre fixe de quatre dollars pour une livre. Le 30 juillet 1942, Anderson conseilla au premier ministre, Winston Churchill, la chose suivante :

« Nous devons avoir conscience du fait que... [notre] travail de pionnier... est un avantage déclinant et que, sauf à le rentabiliser rapidement, nous serons dépassés. Nous avons aujourd'hui une véritable contribution à apporter à une 'fusion'. Bientôt nous n'en aurons plus qu'une petite voire aucune., »

À ce stade, les positions des deux pays s'étaient inversées par rapport à ce qu'elles furent en 1941. Les Américains avaient commencé à suspecter les Britanniques d'être à la recherche d'avantages commerciaux pour l'après-guerre et le brigadier général Leslie R. Groves, Jr. qui prit le commandement du Projet Manhattan le 23 septembre 1942 voulut renforcer la sécurité par une politique de cloisonnement similaire à celle que les Britanniques avaient imposée au sujet des radars. Des responsables américains décidèrent que les États-Unis n'avaient dès lors plus besoin d'aide extérieure. Le secrétaire à la guerre, Henry L. Stimson, estimait que les États-Unis effectuant "quatre-vingt-dix pour cent du travail" sur la bombe, il était dès lors "préférable pour nous de poursuivre à partir de maintenant sans partager plus que nécessaire"("better for us to go along for the present without sharing anything more than we could help"). Au mois de décembre 1942, Roosevelt approuva la restriction du flux d'information à ce que la Grande-Bretagne pouvait utiliser pendant la guerre même si, ce faisant, il ralentissait le projet américain. À titre de rétorsion, les Britanniques arrêtèrent de transmettre des informations et des scientifiques en Amérique et les Américains décidèrent de stopper tout partage d'information.
Les Britanniques commencèrent à réfléchir à la façon dont ils pourraient produire une bombe sans l'aide américaine. Le coût d'une centrale de diffusion gazeuse en mesure de produire 1 kilogramme (2,2 lb) d'uranium de qualité militaire par jour était estimée à 3 000 000 £ en termes de recherche et développement et à 50 000 000 £ pour tout le reste y compris la construction dans une Grande-Bretagne en pleine guerre. Un réacteur nucléaire capable de produire 1 kilogramme de plutonium par jour devrait également être construit au Canada. La construction devrait durer jusqu'à cinq ans et coûter 5 000 000 £. Le projet devrait également nécessiter des installations pour la production d'eau lourde pour le réacteur pour un coût estimé entre 5 000 000 £ et 10 000 000 £ ainsi qu'un montant de 1 500 000 £ pour la production d'uranium métal. Le projet nécessiterait une priorité absolue du fait qu'il requerrait 20 000 ouvriers, un grand nombre d'entre eux hautement qualifiés, 500 000 tonnes d'acier et 500 000 kW de puissance électrique. La perturbation d'autres projets de temps de guerre serait inévitable et il était fort peu probable qu'il soit prêt à temps pour affecter l'issue de la guerre en Europe. La réponse unanime avant de s'embarquer dans un tel projet fut donc qu'une nouvelle tentative devait être faite pour obtenir la coopération des Américains.

## Reprise de la coopération

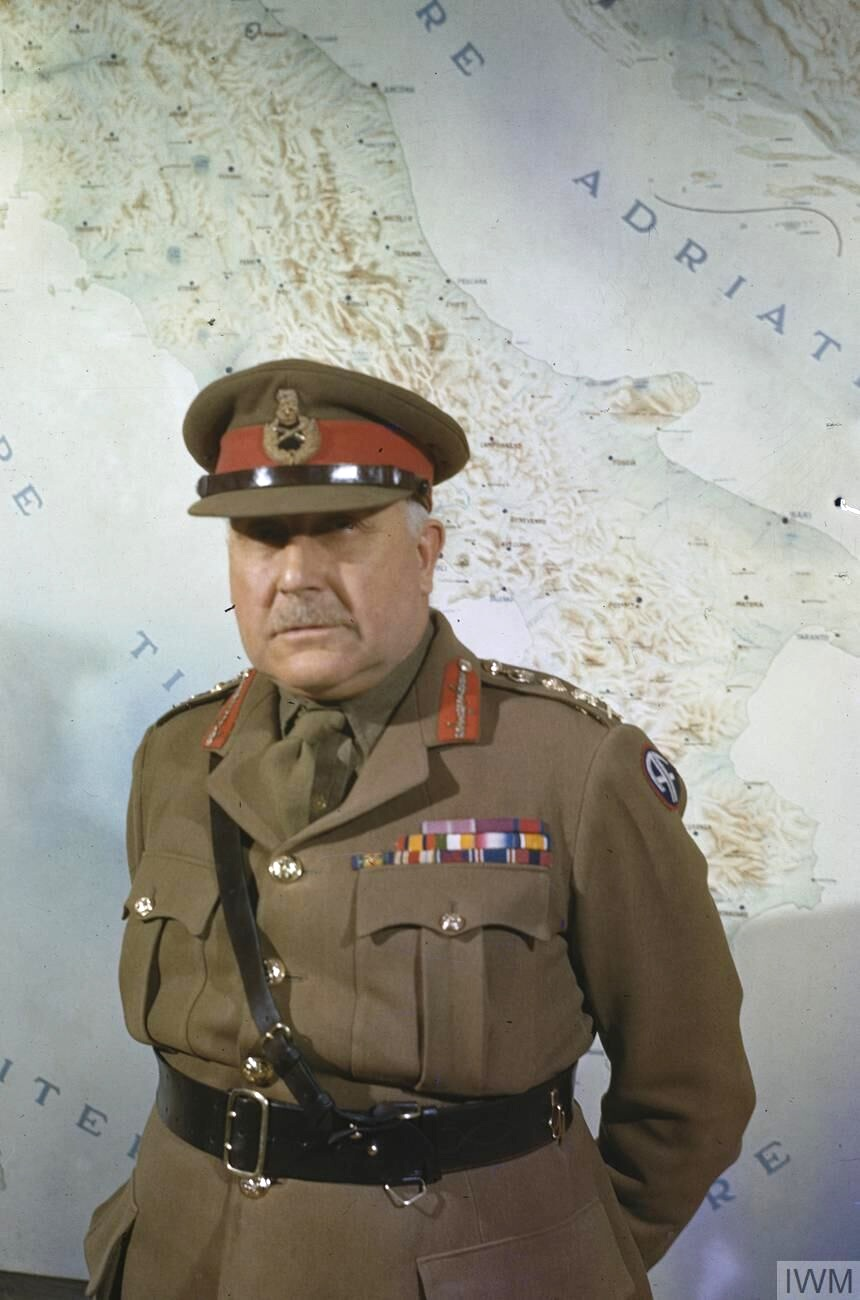
Field Marshal Sir Henry Maitland Wilson, représentant britannique du Comité de politique combinée

En mars 1943, Conant décida que l'aide britannique pourrait être bénéfique sur certains aspects du projet. En particulier, le projet Manhattan pourrait profiter beaucoup de l'assistance de James Chadwick, le découvreur du neutron, et d'un ou deux autres scientifiques britanniques pour justifier le risque de révéler des secrets de conception de l'arme. Bush, Conant et Groves voulaient que Chadwick et Peierls discutent de la conception de la bombe avec Robert Oppenheimer, et Kellogg encore voulaient des commentaires britanniques sur la conception de l'usine de diffusion gazeuse.
Churchill reprit la question avec Roosevelt à la troisième conférence de Washington le 25 mai 1943 et Churchill pensait que Roosevelt avait donné les assurances qu'il cherchait; mais il n'y eut aucune suite. Bush, Stimson et William Bundy rencontrèrent Churchill, Cherwell et Anderson au 10 Downing Street à Londres. Aucun d'entre eux n'était au courant que Roosevelt avait déjà pris sa décision, écrivant à Bush 20 juillet 1943 avec des instructions pour "renouveler, d'une manière inclusive, l'échange complet avec le gouvernement britannique concernant Tube Alloys".
Stimson, qui venait juste de terminer une série de controverses avec les Britanniques au sujet de la nécessité d'une invasion de la France, était réticent à paraître en désaccord avec eux sur tout, et s'exprima en termes conciliants à propos de la nécessité de maintenir de bonnes relations après-guerre entre les deux pays. Pour sa part, Churchill montra le plus grand désintérêt pour les applications commerciales de la technologie nucléaire. Cherwell expliqua que la raison des inquiétudes des Britanniques pour la coopération d'après-guerre n'étaient pas d'ordre commercial, mais plutôt que la Grande-Bretagne puisse posséder des armes nucléaires après la guerre. Anderson rédigea ensuite un projet d'accord pour un échange intégral, que Churchill réécrivit "dans un langage plus majestueux". La nouvelle de la décision de Roosevelt arriva à Londres le 27 juillet, et Anderson fut dépêché à Washington avec le projet d'accord. Churchill et Roosevelt signèrent ce qui devait rester dans l'Histoire comme l'accord de Québec à la conférence de Québec, le 19 août 1943,.
L'accord de Québec mit en place le Comité de politique combinée pour coordonner les efforts des États-Unis, du Royaume-Uni et du Canada. Stimson, Bush et Conant représentaient les membres américains du Comité de politique combinée, le maréchal Sir John Dill et le colonel J. J. Llewellin étaient les membres britanniques, et C. D. Howe le membre canadien. Llewellin rentra au Royaume-Uni à la fin de 1943 et fut remplacé au comité par Sir Ronald Ian Campbell (en), qui à son tour fut remplacé par l'ambassadeur britannique aux États-Unis, Lord Halifax, au début de 1945. Dill décéda à Washington en novembre 1944 et fut remplacé à la fois comme chef de la Mission d'état-major conjoint britannique (en) et en tant que membre du Comité de politique combinée, par le maréchal Sir Henry Maitland Wilson.
Avant même que l'accord de Québec ne fût signé, Akers avait déjà câblé à Londres des instructions pour que Chadwick, Peierls, Oliphant et Francis Simon partent immédiatement pour l'Amérique du Nord. Ils arrivèrent le 19 août, le jour où l'accord fut signé, en espérant pouvoir parler à des scientifiques américains, mais ne furent pas en mesure de le faire. Deux semaines passeront avant que les responsables américains ne prennent connaissance du contenu de l'accord de Québec. Au cours des deux années suivantes, le Comité de politique combinée se réunit huit fois seulement.
La première occasion se présenta le 8 septembre 1943, dans l'après-midi après que Stimson ait découvert qu'il était le président du comité. La première réunion du comité entraina la mise en place d'un sous-comité technique présidé par le major général Wilhelm D. Steyr. Du fait que les Américains ne voulaient pas d'Akers au sein du comité technique en raison de ses liens avec ICI, Llewellyn nomma Chadwick, dont il voulait également qu'il occupe les fonctions de chef de la mission britannique du projet Manhattan. Les autres membres étaient Richard C. Tolman qui était le conseiller scientifique de Groves et C. J. Mackenzie (en), le président du Conseil National de Recherche du Canada. Il fut décidé que le comité technique pourrait agir sans consulter le Comité des politiques combinées dès lors que ses décisions étaient unanimes. Le sous-comité technique tint sa première réunion le 10 septembre, tandis que les négociations se poursuivaient. Le Comité de politique combinée ratifia les propositions au mois de décembre 1943, date à laquelle de nombreux scientifiques britanniques avait d'ores et déjà commencé à travailler sur le projet Manhattan aux États-Unis,.
Il restait le problème de la coopération entre le Metallurgical Laboratory du projet Manhattan à Chicago et le Laboratoire de Montréal. Lors de la réunion du Comité de Politique combinée du 17 février 1944, Chadwick mit la pression pour obtenir des moyens pour construire un réacteur nucléaire dans ce qu'il est convenu d'appeler aujourd'hui Laboratoires de Chalk River. La Grande-Bretagne et le Canada acceptèrent de payer les frais de ce projet, mais les États-Unis devaient fournir l'eau lourde. À cette époque, les États-Unis contrôlaient, par l'intermédiaire d'un contrat d'approvisionnement, le seul site de production majeur sur le continent, celui de Consolidated Mining and Smelting Company à Trail (Colombie-Britannique),,. Sachant qu'il était peu probable que cela ait le moindre impact sur la guerre, Conant en particulier fut relativement décontracté par rapport à la proposition, mais les réacteurs à eau lourde étaient du plus grand intérêt. Groves était prêt à appuyer cet effort et fournir les approvisionnements en eaux lourdes, mais avec certaines restrictions. Le Laboratoire de Montréal aurait accès aux données du réacteur de recherche du Laboratoire national d'Argonne et au réacteur graphite X-10 du Laboratoire national d'Oak Ridge, mais pas du réacteur de production de Hanford; de même qu'ils n'auraient aucune information au sujet du plutonium. Ces dispositions furent formellement approuvées par le Comité de Politique Combinée, lors de sa réunion du 19 septembre 1944,. Le réacteur ZEEP (Zero Energy Experimental Pile) canadien devint critique le 5 septembre 1945.
Chadwick appuya totalement l'implication britannique dans le Projet Manhattan, abandonnant tout espoir d'un projet britannique au cours de la guerre. Avec le soutien de Churchill, il s’efforça de s'assurer que toutes les demandes d'assistance de Groves fussent honorées. Alors que le rythme des recherches s'assouplissait avec l'entrée de la guerre dans sa phase finale, ces scientifiques étaient toujours dans un grand besoin, et il revint à Anderson, Cherwell et Sir Edward Appleton, le secrétaire permanent du Département de recherche scientifique et industrielle, qui était responsable de Tube Alloys, de les écarter des projets de temps de guerre dans lesquels ils étaient invariablement engagés.
L'accord de Hyde Park du mois de septembre 1944 étendit les deux coopérations, commerciale et militaire, à la période après-guerre,. Une partie de l'accord de Québec spécifiait que les armes nucléaires ne pourraient être utilisées contre un autre pays sans consentement mutuel. Au mois de juin 1945, Wilson accepta que l'usage des armes nucléaires contre le Japon serait enregistré comme une décision du Comité de Politique Combinée,.

## Le projet de diffusion gazeuse
Tube Alloys fit ses plus grands progrès dans le domaine de la technologie de diffusion gazeuse, et Chadwick avait initialement espéré que la centrale pilote soit finalement construit en Grande-Bretagne. La technologie de la diffusion gazeuse a été conçue par Simon et trois expatriés, le Hongrois Nicholas Kurti, l'Allemand Heinrich Gerhard Kuhn (en) et l'Américain Henry Arms, au Laboratoire Clarendon en 1940. Le prototype d'équipement de diffusion gazeuse, deux modèles à deux étages et deux modèles à dix étages, a été fabriqué par Metropolitan-Vickers pour un prix de 150 000 £ pour les quatre unités. Deux machines à un étage furent ajoutées plus tard. Des retards dans les livraisons firent que les expérimentations avec les machines à étage simple ne débutèrent pas avant juin 1943, et pour les machines à étage double, avant août 1943. Les deux machines à dix étages furent livrées au mois d'août et au mois de novembre 1943, mais à cette époque, le programme de recherche pour lequel elles avaient été construites était dépassé par les événements.

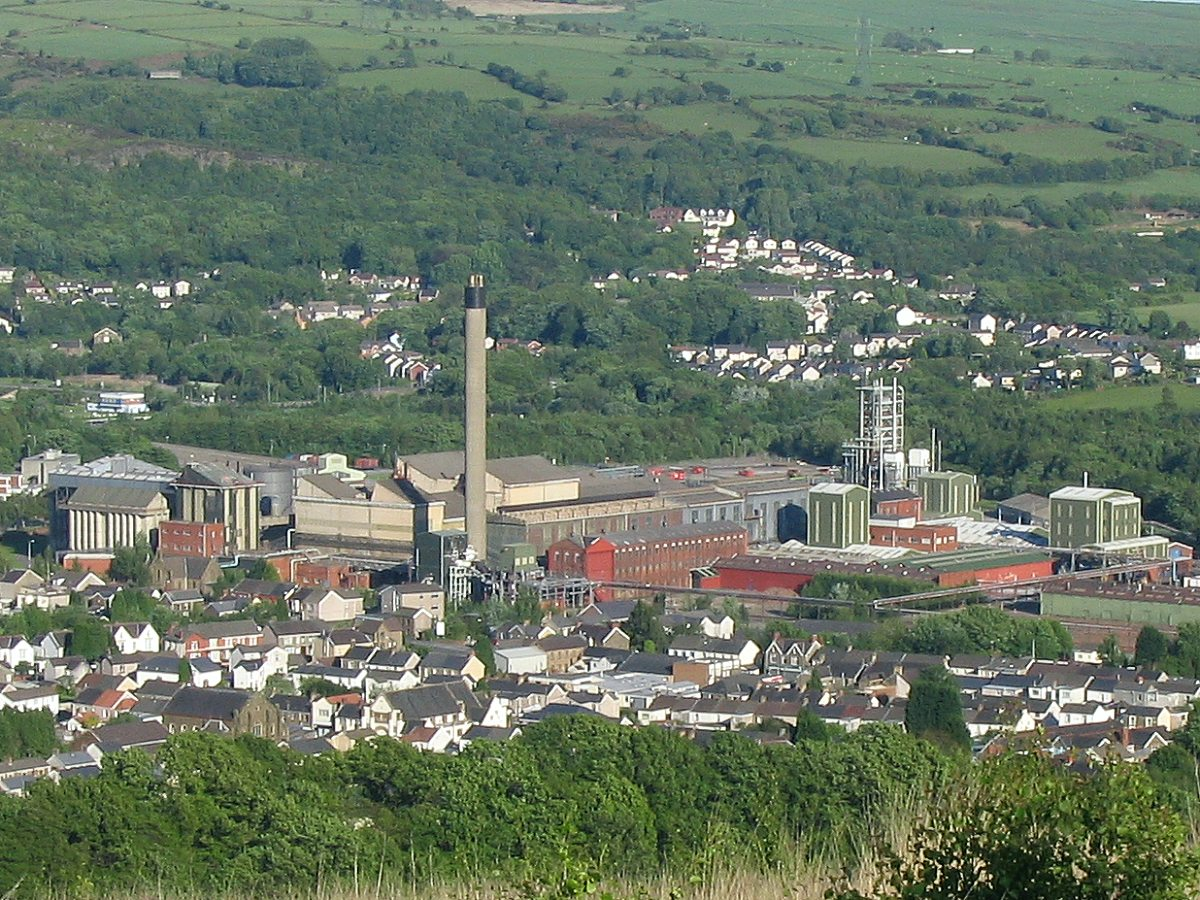
La Raffinerie de Clydach au Pays de Galles, vue en 2006, approvisionna le Projet Manhattan en poudre de nickel sous le régime du Prêt-Bail inversé

L'accord de Québec permit à Simon et Peierls de rencontrer des représentants de Kellex qui étaient en train de concevoir et de construire le K-25, la centrale de diffusion gazeuse américaine, de Union Carbide and Carbon qui l'exploite, et avec le Substitute Alloy Materials (SAM) Laboratory de l'université Columbia, le centre de recherche et de développement du processus du Projet Manhattan. La perte de l'année de coopération a coûté cher au Projet Manhattan. Les entreprises étaient engagées sur des agendas très serrés et les ingénieurs furent incapables d'incorporer les propositions des Britanniques qui auraient impliqué des changements majeurs. Il n'aurait pas non plus été possible de construire une deuxième centrale. Néanmoins, les Américains étaient toujours désireux de l'aide britannique, et Groves demanda à ce qu'une mission britannique fût envoyée pour aider le projet de diffusion gazeuse. Dans le même temps, Simon et Peierls furent rattachés à Kellex.
La mission britannique constituée d'Akers et de quinze experts britanniques arriva en décembre 1943. Ce fut une période critique. De sérieux problèmes étaient apparus avec la barrière Norris-Adler. La poudre de nickel et les barrières de diffusion à maillage nickelé par électrolyse ont été mis au point par le chimiste américain Edward Adler et le décorateur d'intérieur britannique Edward Norris au laboratoire SAM. Une décision devait être prise sur la poursuite avec ce système ou sur le basculement vers une barrière à poudre de nickel, basée sur une technologie britannique qui avait été développée par Kellex. Jusqu'à ce point, les deux étaient en cours de développement. Le Laboratoire SAM disposait de 700 personnes travaillant sur la diffusion gazeuse tandis que Kellex en avait 900. Les experts britanniques menèrent une étude approfondie et parvinrent à la conclusion que Ella barrière de Kellex était supérieure, mais qu'il était également peu probable qu'elle fut prête à temps. Le directeur technique de Kellex, Percival C. Keith, désapprouva, affirmant que sa société pouvait la produire et la préparer plus rapidement que la barrière Norris-Adler. Groves écouta les experts britanniques avant d'adopter formellement la barrière Kellex le 5 janvier 1944,
L'Armée des États-Unis endossa la responsabilité de fournir des quantités suffisantes de poudre de nickel du bon type. En cela, les britanniques furent en mesure de fournir de l'aide. La seule entreprise qui la fabriquait était la Mond Nickel Company (en) à Clydach au pays de Galles. Vers la fin du mois de juin 1945, elle avait déjà fourni au Projet Manhattan 5 100 tonnes de poudre de nickel, payées par le gouvernement britannique et fournie aux États-Unis dans le cadre du programme Reverse Lend-Lease.
Les Américains avaient planifié d'avoir mis le K-25 en pleine production vers juin ou juillet 1945. Ayant mis deux ans à faire fonctionner les phases de prototypes, les experts britanniques considérèrent déjà cela comme incroyablement optimiste, avaient le sentiment que, sauf par miracle, il était peu probable qu'ils puissent atteindre ce stade de pleine production avant la fin de 1946. Cette opinion offensa les partenaires Américains et refroidit sensiblement l'enthousiasme pour la coopération la mission britannique rentra au Royaume-Uni au mois de janvier 1944. Armés du rapport de la mission britannique, Chadwick et Oliphant furent en mesure de persuader Groves de réduire l'objectif d'enrichissement du K-25; la production du K-25 serait ensuite enrichi jusqu'à un niveau de militarisation en étant passée par une centrale électromagnétique. En dépit des prévisions pessimistes de la mission britannique, le K-25 produisit en réalité de l'uranium enrichi dès le mois de juin 1945.
Après que le reste de la mission fut parti, Peierls, Kurti et Fuchs restèrent à New-York, où ils travaillèrent pour Kellex. Ils furent rejoints sur place par Tony Skyrme et Frank Kearton (en), qui arrivent en mars 1944. Kurti rentra en Angleterre au mois d'avril 1944 et Kearton au mois de septembre. Peierls passa au Laboratoire de Los Alamos en février 1944; Skyrme le suivit en juillet et Fuchs au mois d'août.

## Le projet électromagnétique
Le 26 mai 1943, Oliphant écrivit à Appleton pour dire qu'il avait envisagé le problème de la séparation isotopique électromagnétique, et crut qu'il avait mis au point une meilleure méthode que celle de Lawrence, laquelle se traduirait par une amélioration de cinq à dix fois de l'efficacité et rendre plus pratique à utiliser le processus en Grande-Bretagne. Sa proposition fut examinée par Akers, Chadwick, Peierls et Simon, qui convinrent qu'elle était bonne. Bien que la majorité de l'opinion scientifique en Grande-Bretagne favorisait la méthode de diffusion gazeuse, il y avait toujours une possibilité que la séparation électromagnétique puisse être utile comme une étape finale du processus d'enrichissement, en prenant l'uranium qui avait déjà été enrichi à 50 pour cent par le processus gazeux, et en l'enrichissant vers de l'uranium-235 pur. En conséquence, Oliphant a été détaché du projet de radar pour travailler sur Tube Alloys, menant des expériences sur sa méthode à l'université de Birmingham,.
Oliphant rencontra Groves et Oppenheimer à Washington le 18 septembre 1943, et ils tentèrent de le persuader de se joindre au laboratoire de Los Alamos, mais Oliphant a estimé qu'il serait plus utile en assistant Lawrence sur le projet électromagnétique  En conséquence, le Sous-Comité technique ordonna qu' Oliphant et six assistants iraient à Berkeley, et plus tard passer à Los Alamos  Oliphant trouvé que lui et Lawrence avait tout à fait différents modèles, et que l'américain a été gelé,  mais Lawrence, qui avait exprimé le désir que Oliphant se joigne à lui sur le projet électromagnétique dès 1942,  avait hâte d'obtenir l'assistance de Oliphant .
Oliphant s'assura les services d'un physicien compatriote australien, Harrie Massey, qui avait travaillé pour l'Amirauté sur les mines magnétiques, ainsi que James Stayers et Stanley Duke, qui avaient travaillé avec lui sur la magnétron. Ce premier groupe partit pour Berkeley dans un bombardier B-24 Liberator en Novembre 1943. Oliphant trouva que Berkeley avait des pénuries dans certaines compétences clés, en particulier les physiciens, les chimistes et les ingénieurs Il fit en sorte que Sir David Rivett, le chef du Conseil pour la science et la recherche industrielle (en) en Australie, libère Eric Burhop pour travailler sur le projet,. Ses demandes de personnels furent honorées, et la mission britannique à Berkeley augmenta au nombre de 35, dont deux, Robin Williams et George page, étaient Néo-Zélandais,.
Les membres de la mission britannique occupèrent plusieurs postes clés dans le projet électromagnétique. Oliphant est devenu adjoint de facto de Lawrence, et était responsable du Radiation Laboratory de Berkeley lorsque Lawrence était absent. Son enthousiasme pour le projet électromagnétique n'avait d'égal que celui de Lawrence, et son implication est allé au-delà des seuls problèmes scientifiques, s'étendant aux questions de politique telles que l'extension de l'usine électromagnétique, bien que dans ce cas il ait échoué,. Les chimistes britanniques firent des contributions importantes, en particulier Harry Julius Emeléus et Philip Baxter (en), un chimiste qui avait été directeur de la recherche chez ICI, a été envoyé à Clinton Engineering Works du projet Manhattan à Oak Ridge, Tennessee, en 1944, en réponse à une demande d'assistance sur la chimie de l'uranium, et qui est devenu assistant personnel du directeur général,. Son statut d'employé d'ICI était sans intérêt pour Groves. La mission britannique a obtenu un accès complet au projet électromagnétique, tant à Berkeley qu'à la centrale électromagnétique Y-12 de séparation à Oak Ridge. Tandis que certains de la mission britannique sont restés à Berkeley ou Oak Ridge seulement pour quelques semaines, la plupart est restée jusqu'à la fin de la guerre. Oliphant est retourné en Angleterre en Mars 1945 et a été remplacé à la tête de la mission britannique à Berkeley par Massey.

## Le laboratoire de Los Alamos

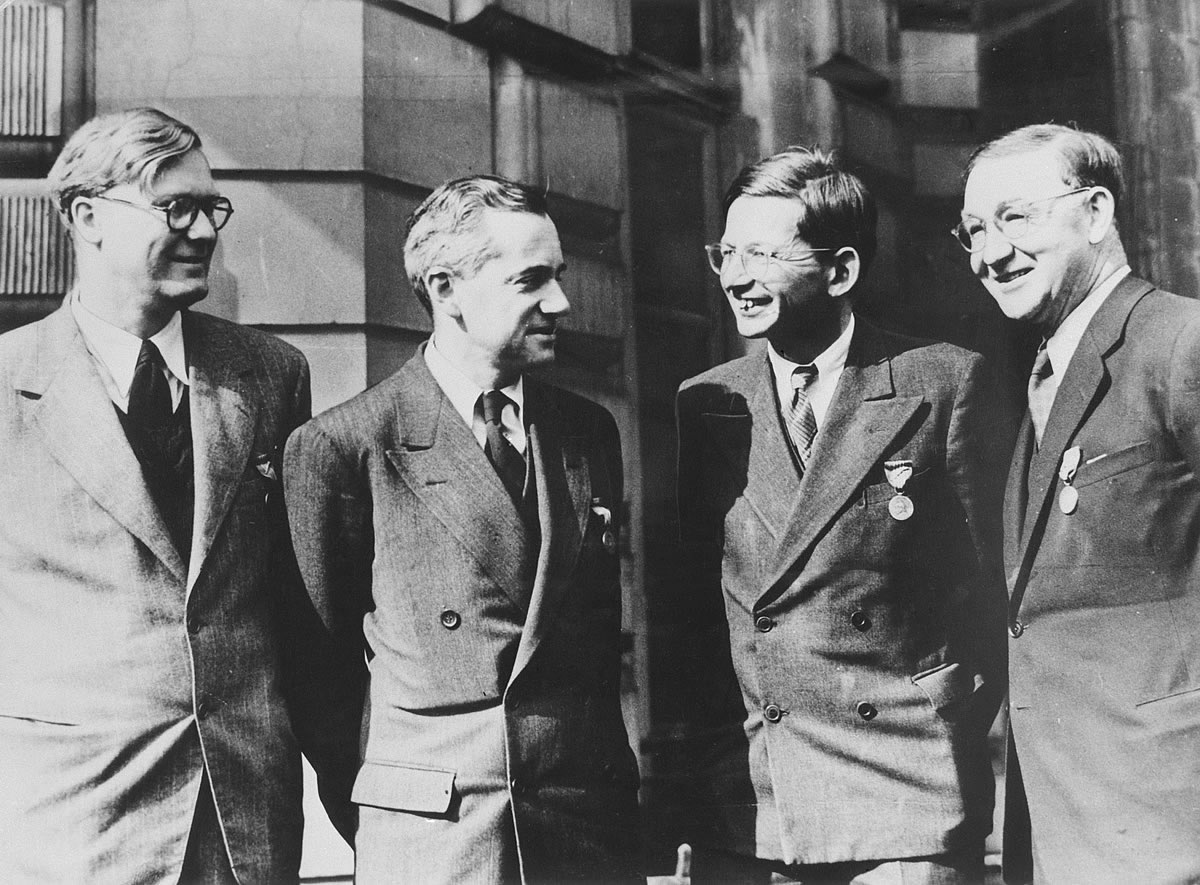
William Penney, Otto Frisch, Rudolf Peierls et John Cockcroft portant la médaille de la Liberté décernée pour leurs services au profit du projet Manhattan

Lorsque la coopération reprit en septembre 1943, Groves et Oppenheimer révélèrent l'existence du laboratoire de Los Alamos à Chadwick, Peierls et Oliphant. Oppenheimer voulait que tous trois rejoignent Los Alamos, dès que possible, mais il fut décidé qu'Olifant irait à Berkeley pour travailler sur le processus électromagnétique tandis que Peierls irait à New York pour travailler sur le processus de diffusion gazeuse . La tâche revint ensuite à Chadwick. L'idée originale, privilégiée par Groves, était que les scientifiques britanniques travailleraient en tant que groupe sous l'autorité de Chadwick, qui sous traiterait les travaux pour eux. Ce projet fut bientôt abandonné au profit d'une intégration totale de la mission britannique au laboratoire. Ils ont travaillé dans la plupart des divisions, étant seulement exclus de la chimie du plutonium et de la métallurgie .
Les premiers arrivés furent Otto Frisch et Ernest Titterton (en) et sa femme Peggy, qui arrivèrent à Los Alamos le 13 décembre 1943. À Los Alamos Frisch poursuivit son travail sur les études de masse critique, pour lesquels Titterton développa des circuits électroniques destinés aux générateurs à haute tension, aux générateurs de rayons X, minuteries et aux circuits d'allumage . Peggy Titterton, assistante de laboratoire de physique et de métallurgie de formation, était l'une des rares femmes travaillant à Los Alamos dans un poste technique. Chadwick arriva le 12 janvier 1944,  mais seulement resta quelques mois avant de revenir à Washington.
Lorsque Oppenheimer nomma Hans Bethe à la tête de la prestigieuse Division théorique (T) du laboratoire, il offensa Edward Teller, qui a reçu lui son propre groupe, chargé d'effectuer des recherches sur La "Super" bombe de Teller (en), et finalement rattaché à la division F d'Enrico Fermi. Oppenheimer a ensuite écrit à Groves demandant que Peierls soit envoyé prendre la place de Teller à la Division T. Peierls arriva de New York le 8 février 1944, et succéda ensuite à Chadwick en tant que chef de la Mission britannique à Los Alamos. Egon Bretscher travailla dans le Super groupe de Teller, ainsi qu'Anthony French, qui se souvint plus tard qu'« à aucun moment je n'ai eu quelque chose à voir avec la bombe à fission, une fois que je suis allé à Los Alamos ». Quatre membres de la mission britannique sont devenus chefs de groupe : Bretscher (Super Expérimentation), Frisch (assemblages critiques et spécifications nucléaires), Peierls (Hydrodynamique des implosions) et George Placez (Arme composite).
Niels Bohr et son fils Aage, un physicien qui a agi comme assistant de son père, est arrivé le 30 décembre pour la première d'une série de plusieurs visites en tant que consultant. Bohr et sa famille avaient fui le Danemark occupé pour aller en Suède. Un bombardier De Havilland Mosquito l'emmena en Angleterre où il rejoint Tube Alloys. Aux États-Unis, il pu visiter Oak Ridge et Los Alamos,  où il retrouva un grand nombre de ses anciens élèves. Bohr agit en tant que porte-parole, facilitateur et modèle pour les jeunes scientifiques. Il arriva à un moment critique, et plusieurs études de fission nucléaire et des expériences furent menées à son instigation. Il joua un rôle important dans le développement de l'altération de l'uranium, et dans la conception et l'adoption de l'Initiateur à neutrons modulés (en). Sa présence remonta le moral et contribua à améliorer l'administration du laboratoire pour renforcer les liens avec l'armée.
Les physiciens nucléaires connaissaient la fission, mais pas l'hydrodynamique des explosions conventionnelles. En conséquence, il y avait deux ajouts à l'équipe qui ont apporté des contributions significatives dans ce domaine de la physique. Le premier fut James Tuck dont le domaine d'expertise était les charges creuses utilisé dans les munitions anti-char des armes lutte antichar. En ce qui concerne la bombe au plutonium les scientifiques de Los Alamos ont essayé de travailler sur la problématique de l'implosion. Tuck fut envoyé à Los Alamos, en avril 1944, utilisa un concept radical de lentille explosive qui fut ensuite mis en place. Tuck a également conçu le détonateur Urchin (en) pour la bombe en étroite collaboration avec Seth Neddermeyer. Ce travail fut crucial pour le succès de la bombe atomique au plutonium : un scientifique italo-américain Bruno Rossi déclara plus tard que sans le travail de Tuck, la bombe au plutonium n'aurait pu exploser en août 1945. L'autre était Sir Geoffrey Taylor, un consultant important qui est arrivé un mois plus tard pour travailler également sur la question. La présence de Taylor était tellement souhaitée à Los Alamos que Chadwick informa Londres, que «tout sauf un kidnapping serait justifié». Il fut finalement envoyé et fournit des informations cruciales sur l'Instabilité de Rayleigh-Taylor. Le besoin sensible de scientifiques compétents dans le domaine des explosifs a également conduit Chadwick à obtenir la mise à disposition de William Penney et de William Marley respectivement par l'Amirauté et le Road Research Laboratory. Peierls et Fuchs ont travaillé sur l'hydrodynamique des lentilles explosives. Bethe considérait Fuchs comme "l'un des hommes les plus précieux de [s]a division" et "l'un des meilleurs physiciens théoriques que nous avions."

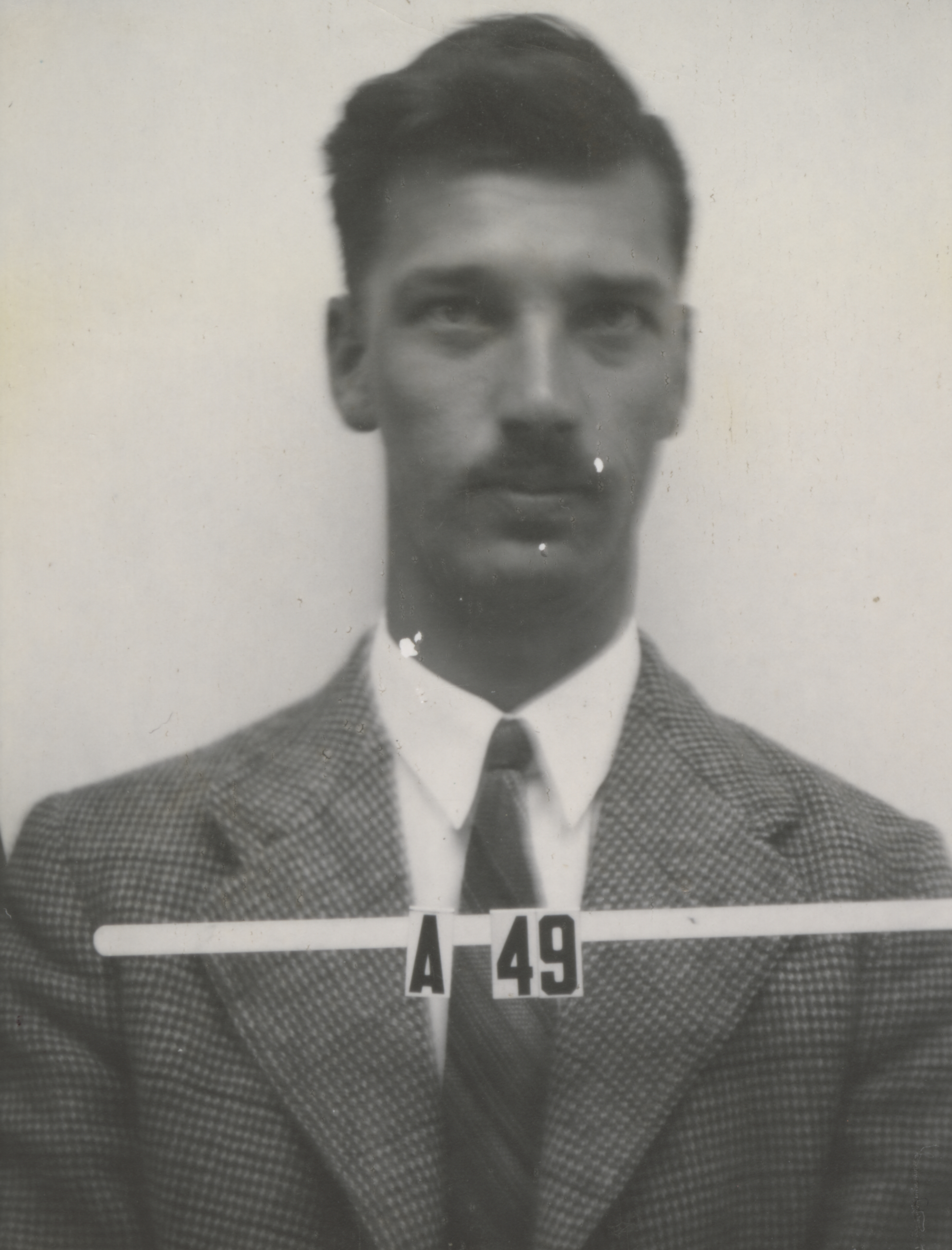
La photo du badge d'identité de James Tuck de Los Alamos

William Penney a travaillé sur les moyens d'évaluer les effets d'une explosion nucléaire, et a écrit un document sur la hauteur à laquelle les bombes devraient exploser pour obtenir un effet maximum dans les attaques contre l'Allemagne et le Japon. Il a servi comme membre du comité de ciblage établi par Groves pour sélectionner les villes japonaises pour le bombardement atomique, et sur Tinian comme consultant spécial sur le Projet Alberta. Avec le Group captain Leonard Cheshire, envoyé par Wilson en tant que représentant britannique, il a regardé le bombardement de Nagasaki à partir de l'avion d'observation "Big Stink". Il a également fait partie de la mission scientifique d'après-guerre du Projet Manhattan à Hiroshima et Nagasaki qui a évalué l'ampleur des dégâts causés par les bombes.

Bethe déclara que : 

« La collaboration de la Mission britannique fut absolument essentielle pour le travail de la division théorique du Projet Los Alamos pendant la guerre... Il est très difficile de dire ce qui se serait passé dans des conditions différentes. Néanmoins, finalement, le travail de la Division Théorique eut été beaucoup plus difficile et beaucoup moins efficace sans les membres de la Mission britannique, et il n'est pas improbable que notre arme finale eut été considérablement moins efficace dans ce cas. »

À partir de décembre 1945, les membres de la Mission britannique commencèrent à rentrer chez eux. Peierls partit en janvier 1946. À la demande de Norris Bradbury, qui avait remplacé Oppenheimer comme directeur de laboratoire, Fuchs resta jusqu'au 15 juin 1946. Huit scientifiques britanniques, trois de Los Alamos et cinq du Royaume-Uni, participèrent à l'Opération Crossroads, les essais nucléaires sur l'Atoll des Bikini dans le Pacifique. Avec l'adoption de la Loi sur l'énergie atomique de 1946, connue sous le nom de loi McMahon, tous les employés du gouvernement britannique ont dû partir. Titterton reçut une dispense spéciale et resta jusqu'au 12 avril 1947. La mission britannique prit fin à son départ. Carson Mark resta, puisqu'il était un employé du gouvernement canadien. Il resta à Los Alamos, devenant chef de la Division Théorique en 1947, poste qu'il occupa jusqu'à sa retraite en 1973. Il est devenu citoyen américain dans les années 1950.

## Les matières premières

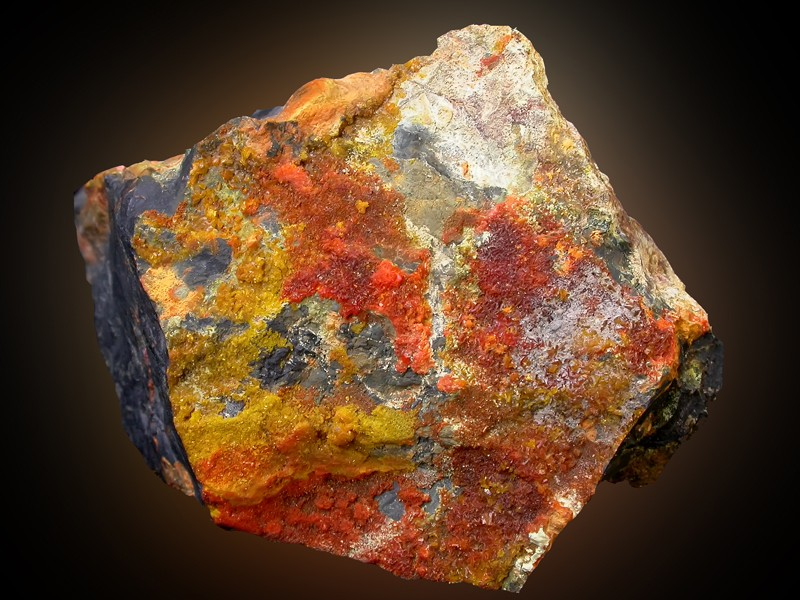
Minerai d'uranium de la Mine de Shinkolobwe au Congo

La mise en place du Combined Development Trust a été proposé par le Comité de politique mixte le 17 février 1944. La déclaration a été signée par Churchill et Roosevelt le 13 juin 1944. Les administrateurs furent approuvés lors de la réunion du Comité mixte de septembre 1944. Les administrateurs américains étaient Groves, qui a été élu président, le géologue Charles K. Leith, et George L. Harrison. Les administrateurs britanniques étaient Sir Charles Hambro (en), le chef de la British Raw Materials Mission à Washington, D.C., et Frank Lee (en), du Trésor de Sa Majesté. Le Canada était représenté par George C. Bateman, vice-ministre et membre du Conseil des ressources combinées du Canada. Chacun des trois gouvernements avait son propre personnel chargé des ressources en matières premières et le Combined Development Trust était un moyen de coordonner leurs efforts,.
Le rôle du Combined Development Trust était d'acheter ou de contrôler les ressources minérales nécessaires au projet Manhattan et d'éviter la concurrence entre les trois. La Grande-Bretagne n'avait eu besoin que de très peu de minerai d'uranium pendant que la guerre se poursuivait, mais elle était préoccupée de s'assurer des approvisionnements adéquats pour son propre programme d'armement nucléaire à la fin de celle-ci. La moitié du financement devait provenir des États-Unis et la moitié de la Grande-Bretagne et du Canada. Le montant initial de 12,5 millions de dollars fut transféré à Groves à partir d'un compte du bureau du Secrétaire au Trésor des États-Unis, Henry Morgenthau, Jr., qui n'était pas soumis à l'audit comptable et à la surveillance habituels. Au moment de la démission de Groves de la tête du trust à la fin de 1947, il avait déposé 37,5 millions de dollars sur un compte qu'il contrôlait au Bankers Trust. Les paiements ont ensuite été effectués à partir de ce compte.
La Grande-Bretagne pris la tête des négociations pour la réouverture de la mine Shinkolobwe au Congo belge, la mine d'uranium la plus riche du monde, qui avait été inondée et fermée, sachant que 30 % de l'Union minière du Haut Katanga, la société propriétaire de la mine, était contrôlé par des intérêts britanniques. Sir John Anderson et l'ambassadeur John Winant ont conclu un accord en mai 1944 avec Edgar Sengier, le directeur de l'Union Minière, et le gouvernement belge pour la réouverture de la mine et pour l'achat de ce minerai à un prix de 1,45 dollar la livre. Le Combined Development Trust négocia également des accords avec des sociétés suédoises pour acquérir du minerai dans ce pays. Oliphant approcha le haut commissaire de l'Australie au Royaume-Uni, Sir Stanley Bruce, en août de 1943 au sujet des approvisionnements d'uranium de l'Australie, et Anderson fit une demande directe au premier ministre d'Australie, John Curtin, lors de la visite de ce dernier en Grande-Bretagne en mai 1944 pour entreprendre une exploration minière en Australie dans des endroits où l'on croyait que des gisements d'uranium existaient. En plus de l'uranium, le Combined Development Trust obtint des approvisionnements en thorium du Brésil, des Indes néerlandaises, de la Suède et du Portugal,. À l'époque on pensait que l'uranium était un minérai rare, et le thorium plus abondant était considéré comme une alternative possible, car il pouvait être irradié pour produire de l'uranium 233, un autre isotope de l'uranium adapté à la fabrication de bombes atomiques,. 

## Le renseignement
En décembre 1943, Groves envoya Robert R. Furman (en) en Grande-Bretagne pour établir un bureau de liaison à Londres pour le projet Manhattan afin de coordonner les renseignements scientifiques avec le gouvernement britannique. Groves a choisi le chef des activités de sécurité du district de Manhattan, le capitaine Horace K. Calvert, pour diriger le bureau de liaison de Londres avec le titre d'attaché militaire adjoint. Il a travaillé en coopération avec le Lieutenant Commander Eric Welsh (en), chef de la section norvégienne de MI6, et Micheal Willcox Perrin (en) de Tube Alloys. Un comité de renseignement anglo-américain fut mis sur pied par Groves et Anderson en novembre 1944. Il était composé de Perrin, Welsh, Calvert, Furman et R. V. Jones.
Sous l'impulsion de Groves et Furman, la Mission Alsos fut créée le 4 avril 1944 sous le commandement du lieutenant-colonel Boris Pash, chargée de fournir des renseignements sur le terrain concernant le projet d'énergie nucléaire allemand,,. Les Britanniques plus expérimentés envisagèrent de créer une mission rivale, mais finirent par accepter de participer à la Mission Alsos en tant que partenaire junior,. En juin 1945, Welsh signala que les physiciens nucléaires allemands capturés par la Mission Alsos risquaient d'être exécutés par les Américains. Jones organisa leur transfert vers Farm Hall, une maison de campagne située dans Huntingdonshire utilisé pour la formation par le MI6 et le Special Operations Executive (SOE). La maison était piégée et les conversations des scientifiques étaient enregistrées .

## Les résultats

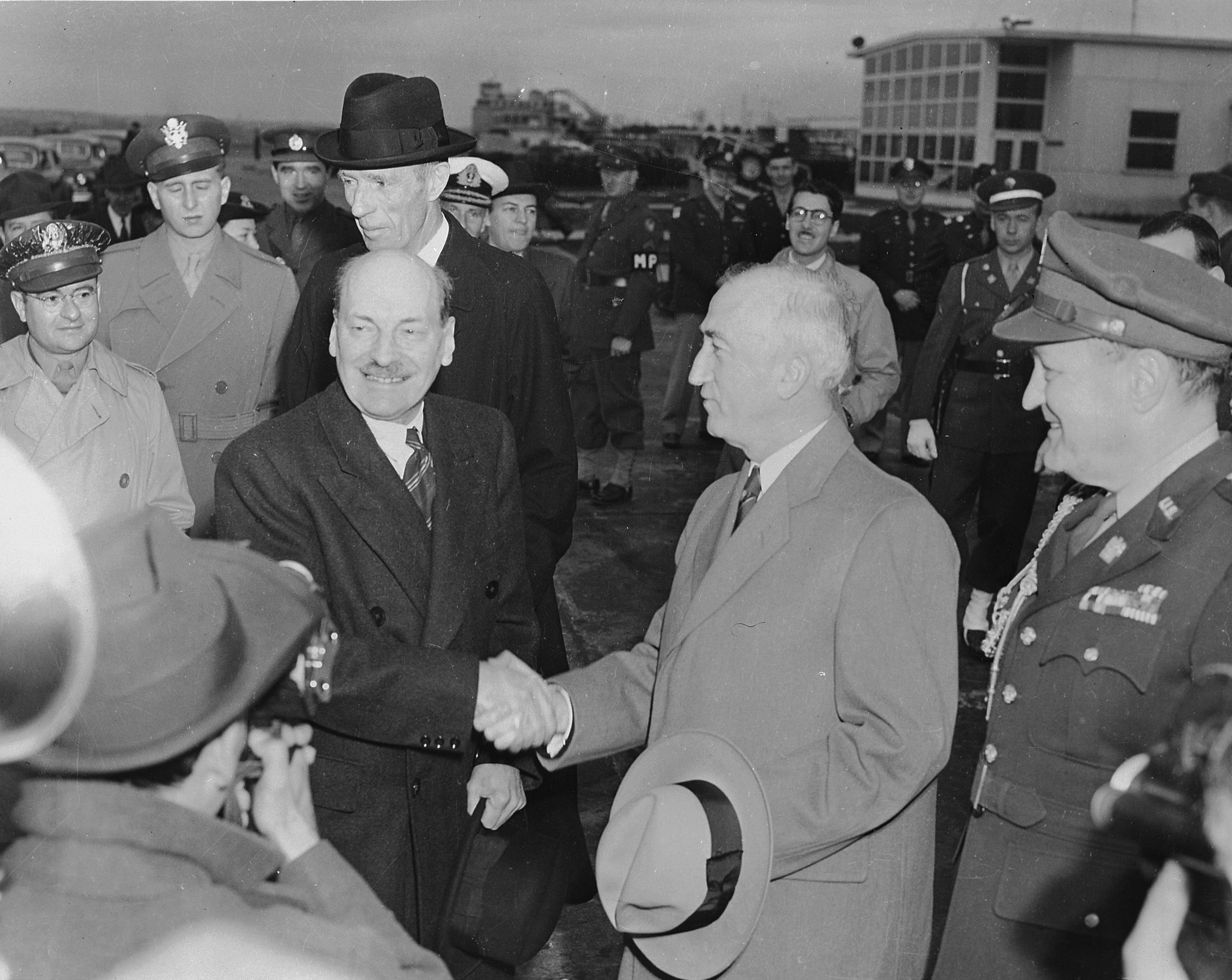
Le Premier Ministre, Clement Attlee, serrant la main du Secrétaire d'État des États-Unis James F. Byrnes le 10 novembre 1945

Groves appréciait les premières recherches atomiques britanniques et les contributions des scientifiques britanniques au projet Manhattan, mais affirmait que les États-Unis auraient réussi sans eux. Il considérait l'aide britannique comme "utile mais non vitale", mais reconnaissait en même temps que "sans l'intérêt britannique actifs et continu, il n'y aurait probablement pas eu de bombe atomique à larguer sur Hiroshima". Il a estimé que les principales contributions de la Grande-Bretagne étaient les suivantes : encouragement et soutien au niveau intergouvernemental, aide scientifique, production de poudre de nickel au pays de Galles, études préliminaires et travaux de laboratoire.
La coopération n'a pas survécu longtemps à la guerre. Roosevelt décède le 12 avril 1945 et l'accord de Hyde Park ne lie pas les administrations ultérieures. En fait, il avait physiquement disparu. Lorsque Wilson évoqua le sujet lors d’une réunion du Comité politique mixte en juin, il fut impossible de retrouver la copie américaine. Les Britanniques envoyèrent une photocopie à Stimson le 18 juillet 1945. Même à ce moment-là, Groves remit en question l'authenticité du document jusqu'à ce que la copie américaine soit retrouvée des années plus tard dans les journaux du Vice-amiral Wilson Brown, Jr. conseiller naval de Roosevelt, apparemment mal classé par une personne ignorant ce qu'était Tube Alloys, qui pensait que cela avait quelque chose à voir avec les canons navals,,.
Harry S. Truman, qui avait succédé à Roosevelt à la mort de ce dernier, Clement Attlee, qui avait remplacé Churchill en tant que Premier ministre, en juillet 1945, Anderson et le secrétaire d'État des États-Unis James F. Byrnes se réunirent à l'occasion d'une croisière en bateau sur le fleuve Potomac et acceptèrent de réviser la convention de Québec. Le 15 novembre 1945, Groves, Robert P. Patterson et George L. Harrison ont rencontré une délégation britannique composée d'Anderson, Wilson, Malcolm MacDonald, Roger Makins, 1er Baron Sherfield et Denis Rickett pour rédiger un communiqué. Ils convinrent de conserver le comité de politique générale et le fonds fiduciaire pour le développement. L’exigence de «consentement mutuel» avant l’utilisation des armes nucléaires dans l’Accord du Québec fut remplacée par une exigence de «consultation préalable», et il devait y avoir «une coopération pleine et effective dans le domaine de l’énergie atomique», mais dans le protocole d’intention plus long, signé par Groves et Anderson, ce n'était que "dans le domaine de la recherche scientifique fondamentale". Patterson apporta le communiqué à la Maison Blanche, où Truman et Attlee le signèrent le 16 novembre 1945.

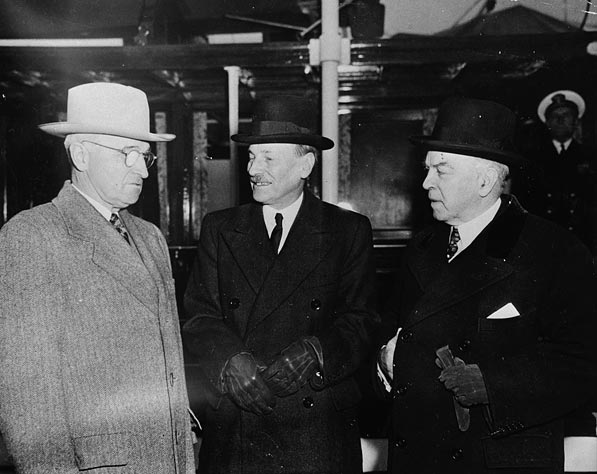
Le Président Harry S. Truman et les Premiers Ministres Clement Attlee et Mackenzie King montant à bord de l' pour des entretiens au sujet des armes nucléaires, novembre 1945

La réunion suivante du Comité de politique mixte, le 15 avril 1946, n'aboutit à aucun accord de collaboration mais à un échange de câbles entre Truman et Attlee. Le 20 avril, Truman déclara dans son message qu'il ne voyait dans le communiqué qu'il avait signé aucune obligation des États-Unis à aider la Grande-Bretagne à concevoir, construire et exploiter une centrale nucléaire. Dans sa réponse du 6 juin 1946 Attlee "ne mâchait pas ses mots ni ne dissimulait pas son mécontentement derrière les nuances du langage diplomatique". La question ne concernait pas seulement la coopération technique, qui disparaissait rapidement, mais aussi l’attribution de minerai d’uranium. Pendant la guerre, cela n’avait que peu d'importance, la Grande-Bretagne n’ayant besoin d’aucun minerai. Toute la production des mines du Congo et tout le minerai saisi par la mission Alsos avaient été transférés aux États-Unis, mais maintenant le projet atomique britannique en avait besoin. Chadwick et Groves parvinrent à conclure un accord selon lequel le minerai serait partagé équitablement.
Le McMahon Act, signé par Truman le 1er août 1946 et entré en vigueur à minuit le 1er janvier 1947, mit fin à la coopération technique. Son contrôle des "données restreintes" empêchait les alliés des États-Unis de recevoir des informations. Les scientifiques restants se sont vu refuser l'accès aux documents qu'ils avaient écrits eux-mêmes quelques jours auparavant. Les termes de l'accord du Québec restèrent secrets, mais les membres les plus haut placés du Congrès furent horrifiés lorsqu'ils découvrirent qu'il accordait un veto aux Britanniques sur l'utilisation des armes nucléaires. La loi McMahon alimenta le ressentiment des scientifiques et des responsables britanniques, et conduisit directement à la décision britannique en janvier 1947 de développer ses propres armes nucléaires. En janvier 1948, Bush, James Fisk, Cockcroft et Mackenzie concluent un accord connu sous le nom de "modus vivendi", qui permettait un partage limité d'informations techniques entre les États-Unis, le Royaume-Uni et le Canada.
Au début de la guerre froide, l'enthousiasme des États-Unis pour une alliance avec la Grande-Bretagne s'est également refroidi. Selon un sondage effectué en septembre 1949, 72% des Américains approuvaient que les États-Unis ne "partagent pas leurs secrets sur l'énergie atomique avec l'Angleterre". La réputation de la mission britannique à Los Alamos fut ternie par la révélation de 1950 que Fuchs était un Espions atomiques (en) soviétique. Cela a endommagé les relations entre les États-Unis et la Grande-Bretagne et fourni des munitions aux opposants au sein du Congrès, à la coopération, tel que le sénateur Bourke B. Hickenlooper (en).
La participation britannique au projet Manhattan, en temps de guerre, apporta une expertise considérable, essentielle au succès du High Explosive Research (en), le programme britannique d’armes nucléaires de l’après-guerre, bien que cela ne soit pas sans lacunes importantes, comme dans le domaine de la métallurgie du plutonium. Le développement de la dissuasion nucléaire britannique indépendante a conduit à la modification de la loi sur l'énergie atomique en 1958 et à la reprise de la Relation spéciale nucléaire entre l'Amérique et la Grande-Bretagne dans le cadre de l'Accord de défense mutuelle américano-britannique de 1958,

## Sources
- (en) Barton J. Bernstein, « The Uneasy Alliance: Roosevelt, Churchill, and the Atomic Bomb, 1940–1945 », University of Utah, vol. 29, no 2,‎ juin 1976, p. 202–230 (DOI 10.2307/448105, JSTOR 448105)
- (en) Ritchie Calder, « Cost of Atomic Secrecy: Anglo-US Rivalry », The Nation, vol. 177, no 16,‎ 17 octobre 1953, p. 303–306 (ISSN 0027-8378)
- (en) Ronald Clark, The Birth of the Bomb : The Untold Story of Britain's Part in the Weapon That Changed the World, Londres, Phoenix House, 1961 (OCLC 824335)
- (en) Stewart Cockburn et David Ellyard, Oliphant, the Life and Times of Sir Mark Oliphant, Adelaide, Axiom Books, 1981, 369 p. (ISBN 978-0-9594164-0-4)
- (en) Per F. Dahl, Heavy Water and the Wartime Race for Nuclear Energy, Philadelphie, CRC Press, 1999, 416 p. (ISBN 978-0-7503-0633-1, lire en ligne)
- (en) Dennis C. Fakley, « The British Mission », Los Alamos Science, no Winter/Spring,‎ 1983, p. 186–189 (ISSN 0273-7116, lire en ligne, consulté le 12 janvier 2015)
- (en) Graham Farmelo, Churchill's Bomb : How the United States Overtook Britain in the prénom1 Nuclear Arms Race, Basic Books, 2013, 576 p. (ISBN 978-0-465-02195-6)
- (en) Gott, « The Evolution of the Independent British Deterrent », International Affairs, vol. 39, no 2,‎ avril 1963, p. 238–252 (ISSN 1468-2346, JSTOR 2611300)
- (en) Margaret Gowing, Britain and Atomic Energy, 1935–1945, Londres, Macmillan Publishing, 1964 (OCLC 3195209)
- (en) Margaret Gowing et Lorna Arnold, Independence and Deterrence : Britain and Atomic Energy, 1945–1952, Volume 1, Policy Making, Londres, Macmillan, 1974 (ISBN 0-333-15781-8, OCLC 611555258)
- (en) Leslie Groves, Now it Can be Told : The Story of the Manhattan Project, New York, Harper & Row, 1962, 464 p. (ISBN 0-306-70738-1, OCLC 537684)
- (en) David Hawkins, Edith C. Truslow et Ralph Carlisle Smith, Manhattan District history, Project Y, the Los Alamos story, Los Angeles, Tomash Publishers, 1961, 506 p. (ISBN 978-0-938228-08-0, lire en ligne)

« Originally published as Los Alamos Report LAMS-2532 »
- (en) Jonathan E. Helmreich, Gathering Rare Ores : The Diplomacy of Uranium Acquisition, 1943–1954, Princeton, N.J., Princeton University Press, 1986, 320 p. (ISBN 978-1-4008-5824-8, lire en ligne)
- (en) Richard G. Hewlett et Oscar E. Anderson, The New World, 1939–1946, University Park, Pennsylvania State University Press, 1962 (ISBN 0-520-07186-7, OCLC 637004643, lire en ligne)
- (en) Lillian Hoddeson, Paul W. Henriksen, Roger A. Meade et Catherine L. Westfall, Critical Assembly : A Technical History of Los Alamos During the Oppenheimer Years, 1943–1945, New York, Cambridge University Press, 1993, 509 p. (ISBN 0-521-44132-3, OCLC 26764320)
- (en) R. V. Jones, Most Secret War, Londres, Hamilton, 1978 (ISBN 0-241-89746-7, OCLC 3717534)
- (en) Vincent Jones, Manhattan : The Army and the Atomic Bomb, Washington, United States Army Center of Military History, 1985 (OCLC 10913875, lire en ligne)
- (en) Kenneth David Nichols, The Road to Trinity : A Personal Account of How America's Nuclear Policies Were Made, New York, William Morrow and Company, 1987, 401 p. (ISBN 0-688-06910-X, OCLC 15223648)
- (en) Boris Pash, The Alsos Mission, New York, Charter Books, 1969 (OCLC 568716894)
- (en) Septimus H. Paul, Nuclear Rivals : Anglo-American Atomic Relations, 1941–1952, Columbus, Ohio, Ohio State University Press, 2000, 266 p. (ISBN 978-0-8142-0852-6, OCLC 43615254, lire en ligne)
- (en) Stephen Phelps, The Tizard Mission : The Top-secret Operation that Changed the Course of World War II, Yardley, Pennsylvania, Westholme, 2010, 323 p. (ISBN 978-1-59416-116-2, OCLC 642846903)
- (en) Rebecca Priestley, Mad on Radium : New Zealand in the Atomic Age, Auckland, Auckland University Press, 2013, 296 p. (ISBN 978-1-86940-758-2, OCLC 865508996, lire en ligne)
- (en) Richard Rhodes, The Making of the Atomic Bomb, New York, Simon & Schuster, 1986, 886 p. (ISBN 0-671-44133-7, OCLC 13793436)
- (en) Ferenc Morton Szasz, British Scientists and the Manhattan Project : the Los Alamos Years, New York, St. Martin's Press, 1992, 167 p. (ISBN 978-0-312-06167-8, OCLC 23901666)
- (en) United States Department of State, Conferences at Washington and Quebec, 1943, US Government Printing Office, coll. « Foreign relations of the United States », 1943 (lire en ligne)
- (en) United States Department of State, Agreements between the United States and the United Kingdom and between the United States, the United Kingdom, and Belgium regarding the acquisition and control of uranium, vol. II, US Government Printing Office, 1944, 1026–1030 p. (lire en ligne)
- (en) United States Department of State, Conference at Quebec, 1944, US Government Printing Office, 1944a (lire en ligne)
- (en) United States Department of State, « Acquisition of materials for use in the development of the atomic bomb; efforts to establish a system of international control of atomic energy », Foreign relations of the United States diplomatic papers – General: political and economic matters, US Government Printing Office, vol. II,‎ 1945 (lire en ligne, consulté le 2 janvier 2015)